# Maria Waldmann
Maria Waldmann (Viena, 19 de noviembre de 1845 - 6 de noviembre de 1920) era una mezzosoprano austríaca que destacó en sus interpretaciones en las óperas de Giuseppe Verdi.

## Biografía
Nació en Viena en 1845, y estudió con Francesco Lamperti. Se dedicó en profundidad al repertorio italiano para mezzosoprano. Su primer papel de importancia fue en septiembre de 1869, durante una producción de Don Carlo en Trieste, junto a Teresa Stolz. A partir de entonces cantó en Moscú y en La Scala de Milán, donde, entre 1871 y 1872, intervino tanto en La forza del destino y como en el estreno europeo de Aida, el 8 de febrero de 1872, donde interpretó el papel de Amneris. Pese a que inicialmente Verdi se mostró reticente respecto a incluir a Waldmann en este estreno, la cantante convertiría más tarde en la favorita del compositor para el papel Amneris.